# Trupanea convergens
Trupanea convergens är en tvåvingeart som först beskrevs av Erich Martin Hering 1936.  Trupanea convergens ingår i släktet Trupanea och familjen borrflugor. Inga underarter finns listade i Catalogue of Life.